# 丘晓
丘晓（1919年1月17日—2017年7月17日），原名孙泰济，又名孙坚，男，上海人，中华人民共和国政治学家，新中国政治学研究奠基人，苏州大学政治学教授。曾任中国政治学会第一、二、三届常务理事，江苏省政治学会会长。
他与中山大学的夏书章、吉林大学的王惠岩、天津师范大学的徐大同和北京大学的赵宝煦并称为中国政治学界“五老”。

## 生平
1938年，进入上海沪江大学学习，加入中国共产党。隨後跟隨黨組織到蘇中、淮安等地進行宣傳，參與開闢根據地等工作。1940年，作为苏中地区新华社特派记者，前往前线作皖南事变中原突围的专访，并先后担任了《抗敌报》《江海大众》《文综》等刊物的编辑、主编。第二次國共內戰期間，在中国人民解放军第二野战军政治部工作。
1949年11月30日，南泉戰役結束後，受西南军政委员会委派主持重慶各學校的思想教育工作，随即转调西南人民革命大学任教，院系調整後兼任西南师范学院及西南政法學院的哲学、政治理论课。
1983年，轉調苏州大学任教。
2017年7月17日逝世。